# Machimus lacinulatus
Machimus lacinulatus är en tvåvingeart som beskrevs av Friedrich Hermann Loew 1854. Machimus lacinulatus ingår i släktet Machimus och familjen rovflugor. Inga underarter finns listade i Catalogue of Life.

## Bildgalleri

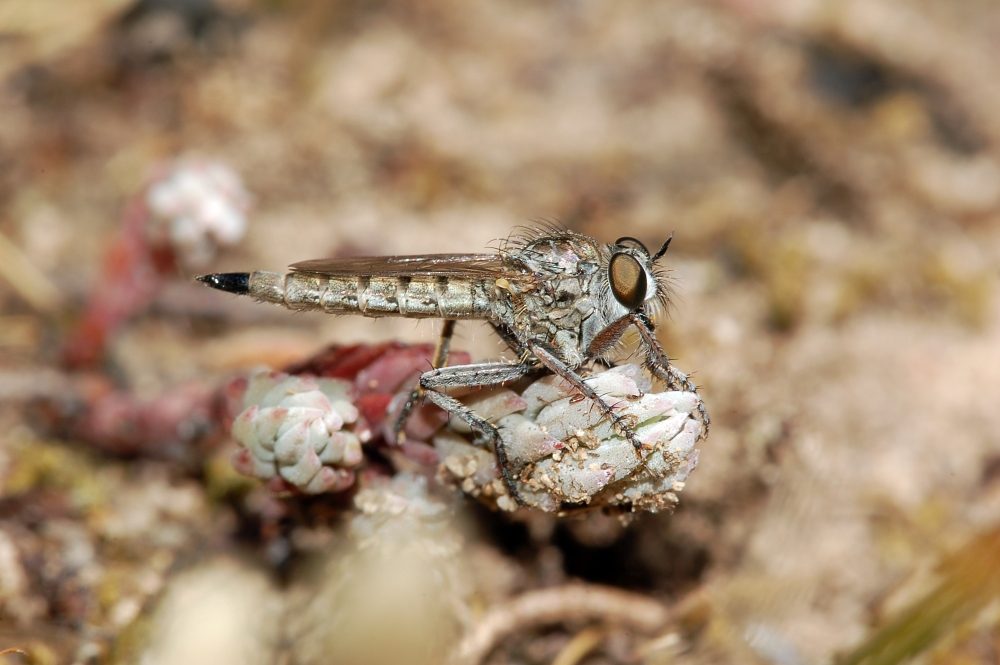
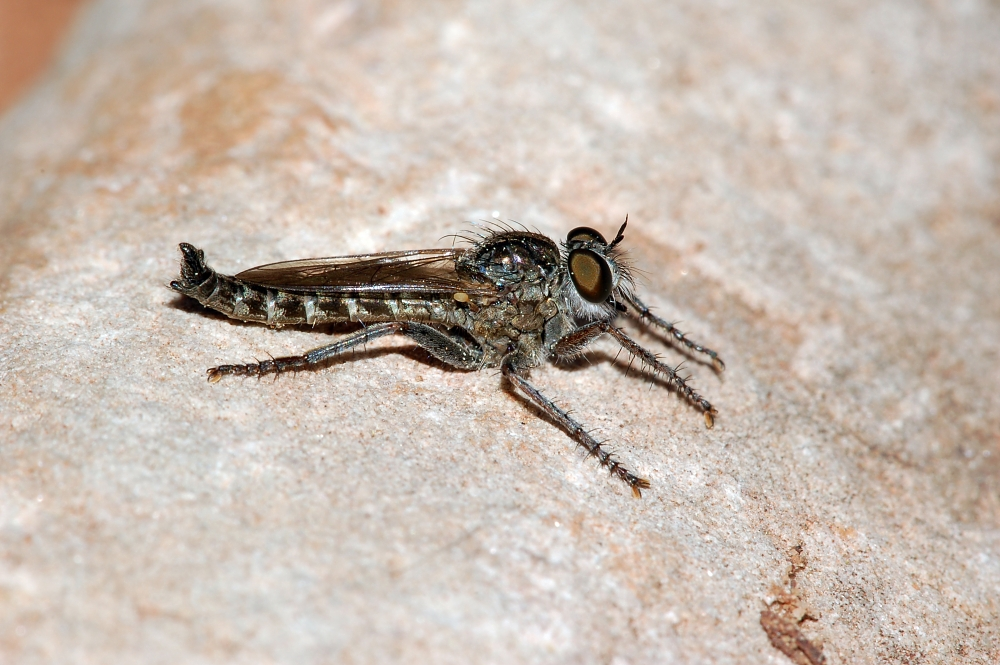
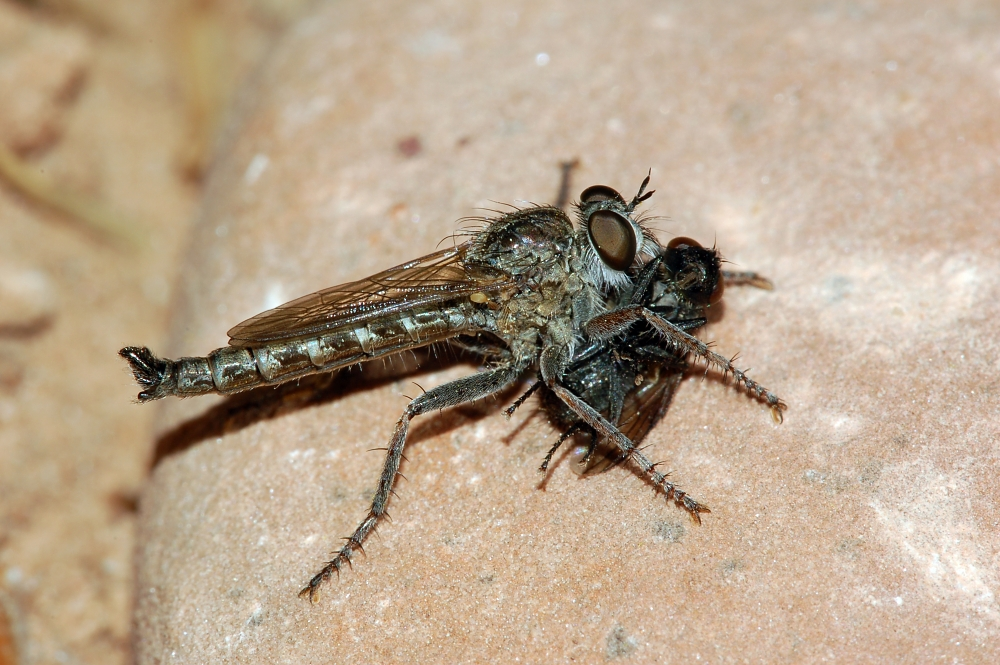